# Ngân hàng thương mại cổ phần An Bình
Ngân hàng Thương mại Cổ phần An Bình, tên giao dịch bằng tiếng Anh: An Binh Commercial Joint Stock Bank, tên giao dịch viết tắt là ABBANK. Vốn điều lệ hiện nay của ABBANK là 1.035.036.762 đồng.

## Lịch sử hình thành và phát triển
ABBANK thành lập ngày 13 tháng 5 năm 1993, tên gọi ban đầu là Ngân hàng Thương mại Cổ phần Nông thôn An Bình.
Sau 30 năm phát triển và trưởng thành, ABBANK đã có sự bứt phá mạnh mẽ về lượng và chất với những cột mốc đáng chú ý sau:
- Tháng 2/2023:
- ABBank thu xếp vốn thành công cho đối tác quan trọng[liên kết hỏng]
- 22/12/2022: Abbank thỏa thuận hợp tác với Daiichi Life
- Năm 2021: ABBank đứng ra là đơn vị thu xếp đợt phát hành trái phiếu cho HTL Việt Nam
- Năm 2021: ABBank đang trở thành "bệ đỡ" đắc lực cho Tập đoàn Geleximco
- Năm 2016: ABBank ký thỏa thuận hợp tác với Tập đoàn Bảo hiểm FWD
- Tháng 3/2011: ABBank bị người lao động (Đinh Thị Thanh Thảo) kiện
- Tháng 9/2008: Maybank chính thức trở thành cổ đông chiến lược nước ngoài của ABBANK với tỷ lệ sở hữu là 15%.
- Tháng 3/2008: ABBANK ký kết hợp tác chiến lược với Maybank – Ngân hàng lớn nhất Malaysia.
- Tháng 10/2007: tăng vốn điều lệ lên 2300 tỷ đồng.
- Tháng 5/2007: ABBANK được ban tổ chức hội chợ tài chính- ngân hàng- bảo hiểm Banking Expo 2007 trao giải thưởng Quả Cầu Vàng – the Best Banker cho ngân hàng "phát triển nhanh các sản phẩm dịch vụ công nghệ cao"
- Tháng 4/2007: ABBANK trở thành thành viên của mạng thanh toán PAYNET.
- Tháng 3/2007: ABBANK ký hợp đồng liên kết chiến lược với Agribank
- Tháng 6/12/2006: ký hợp đồng triển khai core banking solutions với Temenos và khai trương trung tâm thanh toán quốc tế tại Hà Nội.
- Tháng 7/11/2006: ABBANK đã phát hành công trái phiếu của EVN cùng với ngân hàng Deustch Bank và quỹ đầu tư Vina Capital.
- Năm 2005: Tập đoàn điện lực Việt Nam (EVN) trở thành cổ đông chiến lược của ABBANK.

## Cơ cấu tổ chức
- Chủ tịch HQĐT: Đào Mạnh Kháng
- Phó chủ tịch HĐQT: Vũ Văn Tiền
- Quyền tổng giám đốc: Phạm Duy Hiếu

- Ngày 10/8/2023: ABBank cũng là ngân hàng thay CEO nhiều nhất trong hệ thống những năm gần đây. Trong vòng 5 năm nay, ABBank thay đổi tổng giám đốc đến 7 lần.
- 12/01/2024: ABBank miễn nhiệm 2 thành viên ban điều hành
- 31/01/2024: ABBank miễn nhiệm phó tổng giám đốc

## Giải thưởng đạt được
- Năm 2022: Năm thứ 3 liên tiếp được tạp chí HR Asia vinh danh là một trong những Nơi làm việc tốt nhất Châu Á 2022 – Best Companies to Work for 2022
- Năm 2021: Năm thứ 2 liên tiếp được tạp chí HR Asia vinh danh là một trong những Nơi làm việc tốt nhất Châu Á 2021 – Best Companies to Work for 2021
- Tháng 4/2008: ABBANK được trao giải "Ngân hàng thanh toán quốc tế xuất sắc 2007" do Wachoviabank – một trong bốn ngân hàng lớn nhất của Mỹ trao tặng. * ABBANK được trao giải "Nhãn hiệu nổi tiếng quốc gia 2008" do Hội sở hữu trí tuệ Việt Nam trao tặng.
- Tháng 1/2007: tạp chí Asia Money bình chọn ABBANK là nhà phát hành trái phiếu công ty bản tệ tốt nhất châu Á
- Nhiều ngân hàng yếu kém, sai phạm từng nhận 'mưa giải thưởng